# Myllylahti
Myllylahti är en vik i Finland. Den ligger i Suomussalmi i landskapet Kajanaland, i den centrala delen av landet, 600 km norr om huvudstaden Helsingfors.